# Trick Shot (comics)
Buck Chisholm, alias Trick Shot (ou Trickshot en VF) est un super-vilain évoluant dans l'univers Marvel de la maison d'édition Marvel Comics. Créé par le scénariste Tom DeFalco et le dessinateur Mark Bright, le personnage de fiction apparaît pour la première fois dans le comic book Solo Avengers (en) #1 en décembre 1987.
Ne pas confondre le personnage avec celui de Trickshot (Barney Barton (en), le frère aîné de Clint Barton (Œil-de-faucon).

## Biographie du personnage

### Origines
Le maître archer Buck Chisholm était une des stars du « Carson Carnival of Traveling Wonders », un cirque itinérant. À la suite d'une partie de poker avec son collègue Jacques Duquesne (le Swordsman), il accepta d’entraîner le jeune Clint Barton (le futur Œil-de-faucon).
Très vite, Barton et Chisholm devinrent les stars des festivals, gagnant plus d'argent que les autres artistes. Quand Clint Barton découvrit que Duquesne volait le patron du cirque, le bretteur tenta de l'éliminer mais fut chassé par Trick Shot.
Chisholm travailla pour le compte du mafieux Marko. Le caïd se fit de nombreux ennemis parmi la pègre, et Trick Shot fut engagé pour l'assassiner lui et sa femme. Des tensions naquirent entre le maître et l'élève, et le duo se sépara brutalement, Trick Shot jurant de tuer Barton.
Tandis que Barton prenait l'identité du héros Œil-de-faucon, Chisholm devint un assassin professionnel. Il apprit qu'il était atteint d'un cancer incurable, et décida enfin de tuer Barton. Il employa la brigade de Batroc à Paris, puis captura l'archer pour l'amener sur une île grecque déserte. Barton apprit qu'il s'agissait en fait d'un faux combat à mort (car Trick Shot voulait se faire tuer), et cessa le duel. Au contraire, il aida son ancien mentor, qui fut hospitalisé.

### Parcours
Des années plus tard, remis de sa maladie, Chislom aida Oiseau moqueur (Bobbi Morse) qui protégeait Clint d'une bande de tueurs (dont Crossfire, et les Frères Grimm). Dans le combat, Chisholm fut gravement blessé.
Guéri, il retrouva son penchant pour l'argent et travailla pour l'Empire Secret et la Vipère (Ophelia Sarkissian), dans les montagnes du Grand Nord Canadien. Il avait pour mission de surveiller des animaux mutés en armes biologiques, et se retrouva opposé à Œil-de-faucon. Il se rangea finalement du côté du héros.
On ignore depuis ses activités.

## Pouvoirs et capacités
Trick Shot est un archer remarquable, doté d’une précision quasi infaillible. Il combine un talent naturel avec un entraînement intensif. Combattant au corps à corps modérément doué, il est un peu enrobé et fait peu d’exercices physiques en dehors du tir à l’arc.
Il est habitué à utiliser plusieurs types d'armes blanches comme les couteaux, les dagues, les arcs, mais également les armes à feu.
Il utilise comme Clint Barton des flèches dotées de divers dispositifs (pointe à tête chercheuse, fumigènes, bolas, pointe explosive, flèche électrifiée, etc.).
Il a employé un groupe de tueurs mercenaires spécialement entraînés contre les archers, ceux-ci employant un style d'art martial rappelant celui du karaté, des pistolets et des shurikens, ainsi que des armes lourdes (comme des bazookas) et différents équipements pour se protéger des flèches (cestes renforcés et protections pour les bras et avant-bras).